# Holopogon nigropilosus
Holopogon nigropilosus là một loài ruồi trong họ Asilidae. Holopogon nigropilosus được Theodor miêu tả năm 1980. Loài này phân bố ở vùng Cổ Bắc giới và châu Á.